# Olexander Streltsov
Olexander Streltsov (Zaporiyia, URSS, 7 de marzo de 1975) es un deportista suizo de origen ucraniano que compitió en bobsleigh en la modalidad cuádruple. Ganó una medalla de plata en el Campeonato Europeo de Bobsleigh de 2008, en la prueba cuádruple.

## Palmarés internacional
| Representando a Suiza |                 |                  |           |
| Campeonato Europeo    |                 |                  |           |
| Año                   | Lugar           | Medalla          | Prueba    |
| 2008                  | Cesana (Italia) | Medalla de plata | Cuádruple |